# Parlamentswahl in Ghana 1996
Die Parlamentswahlen in Ghana 1996 wurden am 7. Dezember abgehalten. Gleichzeitig fanden die Präsidentschaftswahlen statt. Parlamentswahlen finden in Ghana in einem Vier-Jahres-Rhythmus statt.
| Parteien und Koalitionen     | Stimmen | % | Sitze |
| ---------------------------- | ------- | - | ----- |
| National Democratic Congress |         |   | 133   |
| New Patriotic Party          |         |   | 60    |
| People’s Convention Party    |         |   | 5     |
| People’s National Convention |         |   | 4     |
| Unbesetzt                    |         |   | 1     |
| Total                        |         |   | 200   |
| Quelle:                      |         |   |       |

Da es in einem Wahlkreis zu Unregelmäßigkeiten gekommen war, wurden im Juni 1997 Nachwahlen abgehalten. Der zunächst offene Wahlkreis ging in diesen Nachwahlen an die New Patriotic Party.
Da die Parlamentssitze bei den Wahlen 1996 ausschließlich im Direktwahlverfahren vergeben wurden, haben die Prozentzahlen nur bedingten Aussagewert.